# 日本とスイスの関係
本項では、日本とスイスの関係/日瑞関係（ドイツ語: Japanisch-schweizerische Beziehungen、フランス語: Relations entre le Japon et la Suisse、イタリア語: Relazioni bilaterali tra il Giappone e la Svizzera、英語: Japan–Switzerland relations）について述べる。

## 両国の比較
|                   | スイス                                                           | 日本                              | 両国の差               |
| ----------------- | ---------------------------------------------------------------- | --------------------------------- | ---------------------- |
| 人口              | 863万6,896人（2020年）                                           | 1億2,583万6,021人（2020年）       | 日本はスイスの約14.6倍 |
| 国土面積          | 4万1285 km²                                                      | 37万7973.89 km²                   | 日本はスイスの約9.2倍  |
| 人口密度          | 218.567 人/km²（2020年）                                         | 345.229 人/km²（2020年）          | 日本はスイスの約1.6倍  |
| 首都              | ベルン                                                           | 東京                              |                        |
| 最大都市          | チューリッヒ                                                     | 東京都区部                        |                        |
| 政体              | 連邦共和制                                                       | （民主制）議院内閣制              |                        |
| 公用語            | ドイツ語（スイスドイツ語）、フランス語、イタリア語、ロマンシュ語 | 日本語（事実上）                  |                        |
| 通貨              | スイス・フラン                                                   | 日本円                            |                        |
| 人間開発指数      | 0.955                                                            | 0.919                             |                        |
| 民主主義指数      | 9.03                                                             | 7.99                              |                        |
| GDP （名目）      | 7,522億4,805万米ドル（2020年）                                   | 5兆577億5,896万米ドル（2020年）   | 日本はスイスの約6.72倍 |
| 一人当たり名目GDP | 87,097.0米ドル（2020年）                                         | 40,193.3米ドル（2020年）          | スイスは日本の約2.17倍 |
| GDP（購買力平価） | 6,196億3,265万米ドル（2020年）                                   | 5兆3,342億3,673万米ドル（2020年） | 日本はスイスの約8.6倍  |
| 一人当たり実質GDP | 71,742.5米ドル（2020年）                                         | 42,390.4米ドル（2020年）          | スイスは日本の約2.17倍 |
| 経済成長率        | -2.4 %（2020年）                                                 | -4.6 %（2020年）                  |                        |
| 軍事費            | 57億米ドル（2020年）                                             | 491億米ドル（2020年）             | 日本はスイスの約8.6倍  |

## 歴史

### 前近代
16世紀から17世紀にかけてヨーロッパ各地からイエズス会を中心とする宣教師が日本を訪れ、彼らがもたらした日本の情報は早くからスイスには知られていた。例えば1586年にはルツェルンでレンヴァルト・ツィザトが『新発見の日本諸島・王国、およびこれまで知られていない他のインド諸島についての真実の報告』を刊行し、茶の湯などの日本の風俗習慣や日本におけるキリスト教の布教状態を克明に描いている。この書物は1592年に第3版をむかえていることから、ドイツ語圏では貴重な日本紹介記となっていたと見ることができる。
その後、日本は江戸幕府の政策で鎖国を行うことになり、日本とスイスの直接交渉も江戸末期の開国を待たねばならなくなった。しかし、一方で鎖国下にあってもオランダ商館を通じてスイス時計は日本にもたらされていた。

### 外交関係の樹立
1847年に分離同盟戦争が終結し、1848年に新憲法が制定されると、スイスは産業革命と経済成長の時代に入り、時計産業界は新たな市場を求めた。
同時期の日本では、1853年（嘉永6年）6月にはアメリカ合衆国の使節ペリーが浦賀に、同年9月にはロシア使節プチャーチンが長崎に来航している。当時のスイスは上述のように産業革命を達成しており、製品の販路拡大を求めていながらも、ナポレオン3世下のフランスとプロイセンという強力な隣国におさえられていたという背景があったため、スイス産業界は日本の開国に期待を寄せた。実際、1853年の10月にはスイスの有力紙『ノイエ・チュルヒャー・ツァイトゥング』が日本の開港に関する記事を報道しており、スイスの貿易業界は直ちにこのニュースに反応を示したと言われる。
1858年（安政5年）、日本は日米修好通商条約の締結を皮切りに、オランダ、ロシア、イギリス、フランスとほぼ同内容の条約を結んだ。同年にスイスでも日本への使節派遣の機運が高まり、西部スイスの「時計業組合」とザンクト・ガレンの商業局によって、ルドルフ・リンダウが1859年（安政6年）から1860年（万延元年）にかけて派遣されたが、幕府に拒絶された。
この後、日本では1860年3月の桜田門外の変をはじめ、ヒュースケンの殺害、東禅寺事件など攘夷排外運動が激化したため、幕府は新たな条約締結を求める外国使節の派遣を断っていた。もっとも、ポルトガルやプロイセンはこのような中でも通商条約の締結に成功しており、スイスも引き続き締結を目指したもののうまくいかなかった。こうしてスイスの日本熱は冷め、使節派遣準備も一時遅滞した。

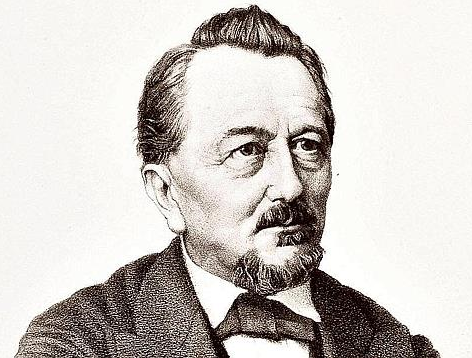
特命全権公使エメ・アンベール

結果的に、連邦政府は1862年末になってからエメ・アンベールを特命全権公使に任命し、条約交渉を進めさせた。彼はオランダの外交官ディルク・グラーフ・ファン・ポルスブルック公使の仲介のもと、1863年に来日して以来交渉を進め、1864年2月6日（文久3年12月19日）、14代将軍徳川家茂の治世において日本とスイスの二国間関係における史上初の修好通商条約（日本瑞西国修好通商条約）の締結に成功した。またこの際、アンベールは日本の社会状態を克明に観察し、1870年にパリで『幕末日本図絵』二巻本として出版した。
また日本からのスイス訪問に関しては、1867年の徳川昭武の使節団が最初にスイスを訪れた日本人である。彼らはこの年にパリで開かれた万国博覧会に参加したおり、ジュネーブやベルンを10日間に渡って訪問している。さらに1870年、後に日清・日露戦争で武功を挙げて元帥となる当時20代の大山厳がジュネーブに留学し、1873年まで当地で修学した。同じく1870年、明治政府の使節としては初となる岩倉遣欧使節団もスイスを訪問している。その後正式な外交ルートは1879年に駐仏公使がスイス公使を兼任することで始まった。

### 明治政府とスイス
スイスの民主主義国家観は、すでに幕末には西欧思想を受け入れた啓蒙思想家たちの間で定着しており、社会政治制度を学ぶ過程でしばしばスイスについて触れられている。たとえば福沢諭吉は1867年に『条約十一カ国記』の中でスイスを紹介し、植木枝盛も『瑞西独立』という新体詩を作った。加えて、シラーの戯曲『ウィリアム・テル』が翻訳され、テルの実在が信じられていたことから、「自由の闘志テル」として自由民権運動の英雄としてむかえいれられた。
また明治維新に伴う神仏分離政策の影響で、品川寺の梵鐘が持ち出されてスイスに輸出された例などもある。この鐘はジュネーブ市に入手されたが1930年に品川寺に返還され、これを機に品川区とジュネーブ市の友好が育まれた。結果的に1991年には正式に友好憲章が締結された。

### 20世紀以降
20世紀に入ると経済面ではネスレ社やチバ社（現ノバルティス社）が初めて日本に拠点を置き、また安倍磯雄は1904年（明治37年）に『地上之理想国・瑞西』を著した。

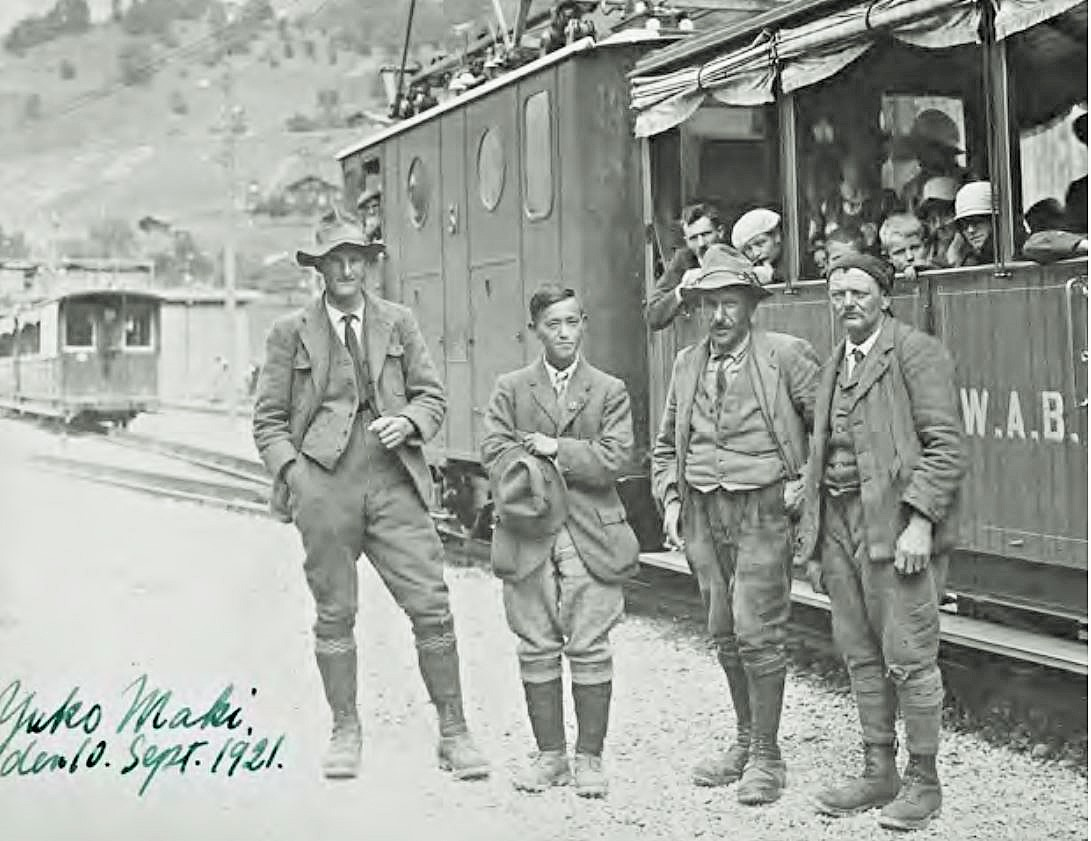
ユングフラウ鉄道でグリンデルヴァルトのグルント駅に帰還した槇有恒一行。（写真左から）サミュエル・ブラヴァンド、槇有恒、フリッツ・シュトイリ、フリッツ・アマター。1921年9月11日撮影

また、19世紀後半からスイスのアルピニズムと山岳観光が黄金期を迎えると、日本からも多くの登山家がスイスの名峰に挑戦した。特に1910年（明治43年）8月24日には加賀正太郎がユングフラウの日本人初登頂を成し遂げ、1921年（大正10年）9月には槇有恒がサミュエル・ブラヴァンド（Samuel Brawand）、フリッツ・シュトイリ（Fritz Steuri）、フリッツ・アマター（Fritz Amatter）ら現地ガイドとともにアイガーの東山陵（ミッテルレギ陵）から世界で初めて登攀に成功した。また1926年（大正15年）8月から9月、当時オックスフォード大学に留学中であった秩父宮雍仁親王はスイス・アルプス登山を望み、ガイドを務めた槇やブラヴァンド、シュトイリ、アマターといったアイガー・ミッテルレギ陵初登攀のメンバーに加えて、松方三郎や細川護立、松本重治、浦松佐美太郎、藤木九三、麻生武治といった上流界の山岳愛好家らを連れ立って数々の名峰に挑んだ。当時登山のためにアルプスの山村にこれだけの日本人が集まることは初めてであり、さながら秩父宮による「アルプスのサロン」のような様相を呈したという。こうした秩父宮のアルプス登山はスイスのみならずヨーロッパでも大きな話題を集めた。
日本が国際社会における力を伸ばし、第二次世界大戦へと突入していく中でも両国の関係は途絶えなかった。戦後、1945年8月には原爆投下直後の広島でマルセル・ジュノー医師や赤十字国際委員会が支援を行い、またスイスからの投資や最新技術の導入は復興に大きく貢献した。
21世紀に入ってからは、2009年には日本・スイス経済連携協定、2012年に日本・スイス社会保障協定が締結されるなど両国の経済関係の法的枠組みが固められ、さらに2014年には当時の両首脳である安倍晋三首相とディディエ・ビュルカルテ大統領が会談を行った。この会談では経済関係の強化を確認するとともに、両首脳が日本とスイス間のオープンスカイ協定の署名に立ち会った（後述）。この2014年は日本とスイスの国交樹立150周年の年にあたり、両国で記念行事が行われた。

## 経済関係
在日スイス企業は約150社。食品飲料会社ネスレの日本法人ネスレ日本株式会社が神戸に、製薬会社ノバルティスの日本法人ノバルティスホールディングジャパン株式会社が東京に拠点を構えている。
在スイス日系企業は約200社。
スイスの鉱山会社Solwayはロシア政府が経済特区に指定した得撫島で金を採掘している。

## 交通
2013年7月23日、日本とスイスは航空関係の更なる拡大を目的として航空当局間協議に合意し、翌年の日本・スイス国交樹立150周年に向けてオープンスカイ協定の締結とコードシェア枠組みの自由化を決定した。2014年2月5日に両国首脳の立会いのもと、前田隆平駐スイス日本大使とウルス・ブーヘル（Urs Bucher）駐日スイス大使によって署名され正式発効した。この協定により、両国は原則として二国間の航空路線・便数・運賃などを民間レベルで協議・決定することが可能となり、今後の乗り入れ地点の制限の緩和や運行路線の拡大などが実現した。この合意で、コードシェア枠組みおよび成田空港に関しては二国間輸送の自由化、その他の空港では二国間輸送と以遠地点への輸送の相互自由化が決定したが、羽田空港は合意の対象空港に含まれていない。スイスは日本にとって24カ国目のオープンスカイ協定を締結する国・地域となり、日本・スイス間で締結されている他協定とともに、両国の経済発展基盤をさらに確立させるものとされている。

## 人的交流
在留人数は11,792人（2021年10月現在、外務省 海外在留邦人数調査統計）であり、在日スイス人は1,042人（2021年6月現在、法務省 在留外国人統計）である。

## 外交使節

### 駐日スイス大使館
- 住所：東京都港区南麻布五丁目9-12
- アクセス：東京メトロ日比谷線広尾駅3番出口

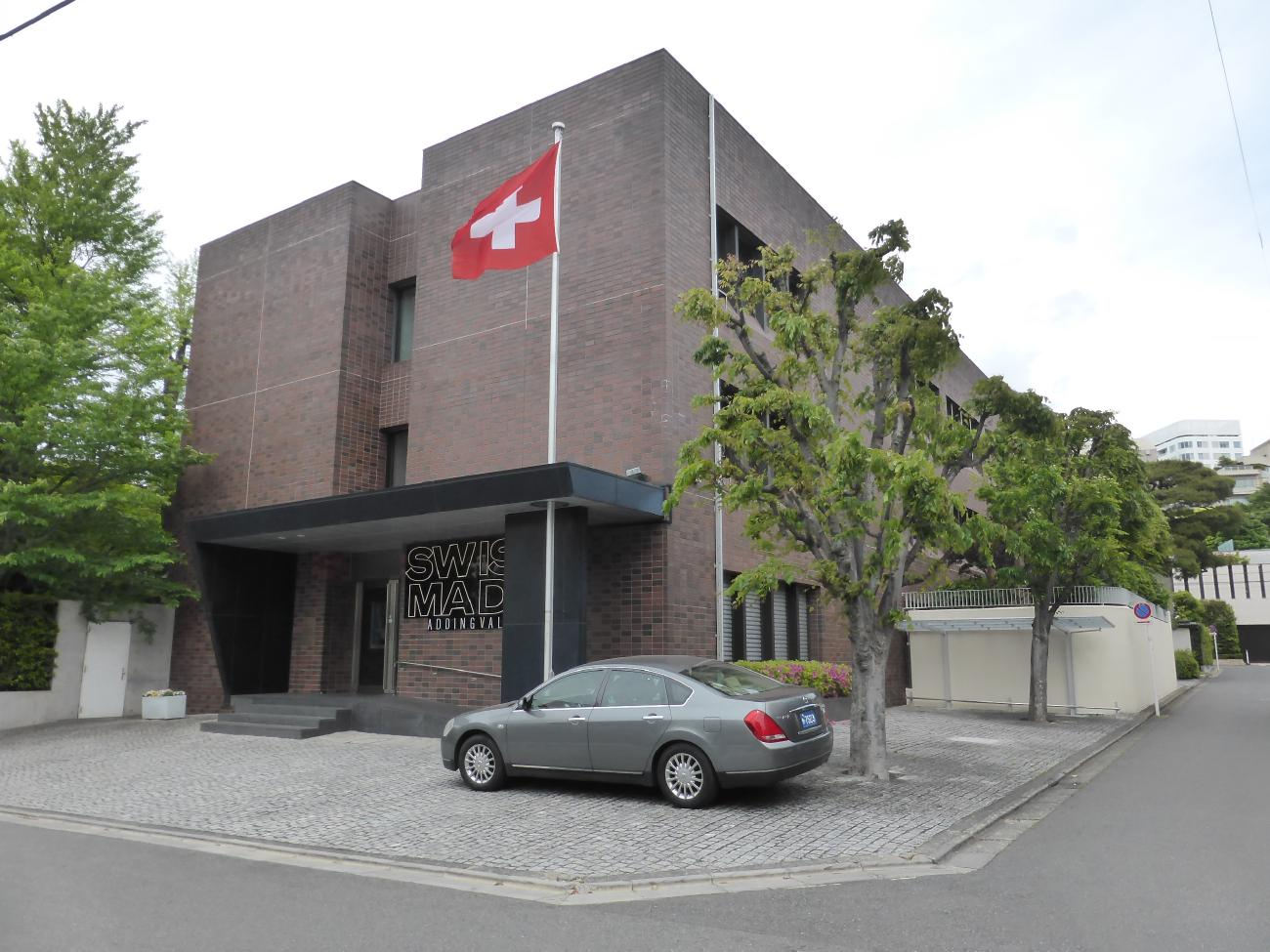
スイス大使館全景
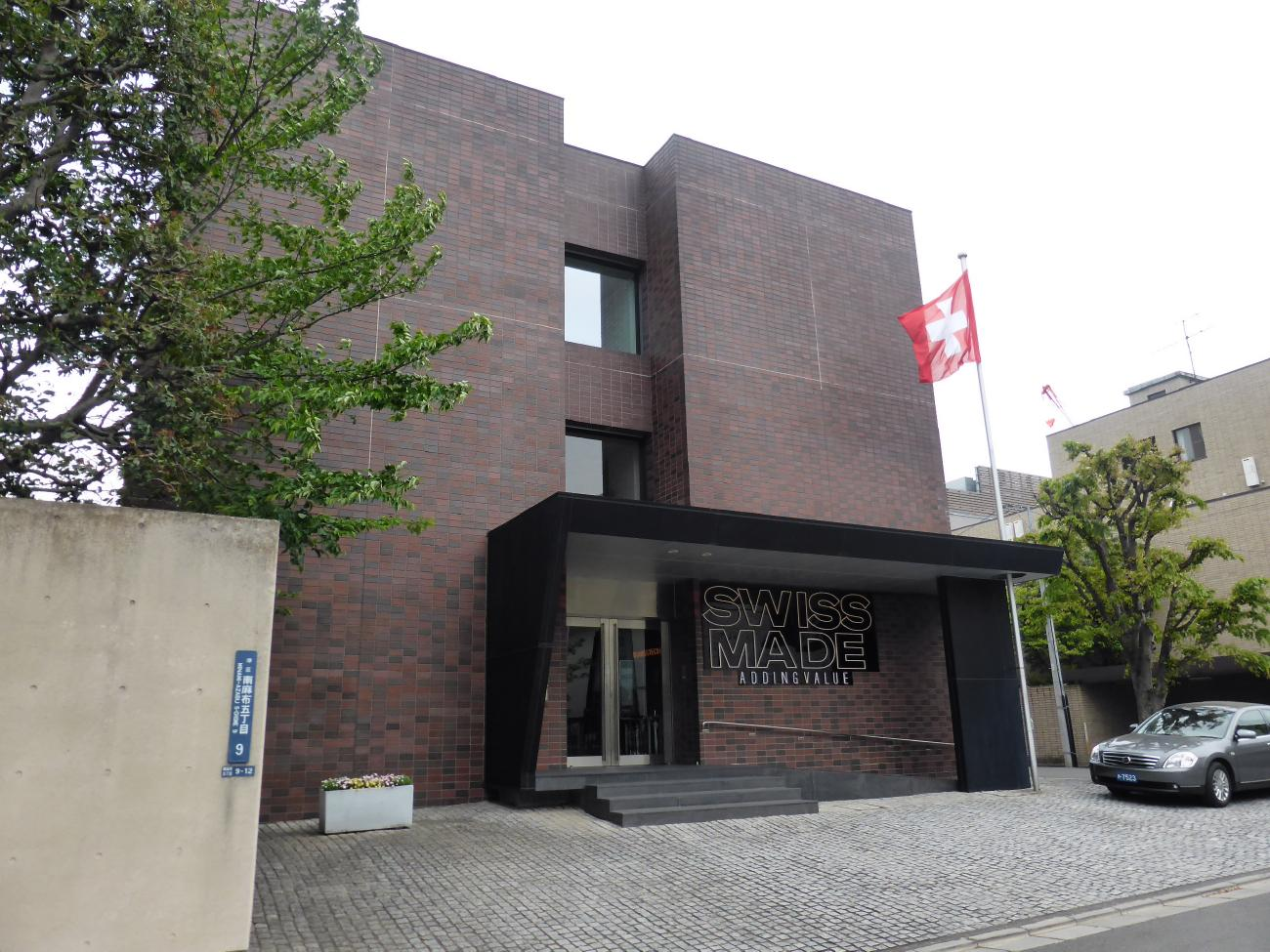
スイス大使館正面玄関
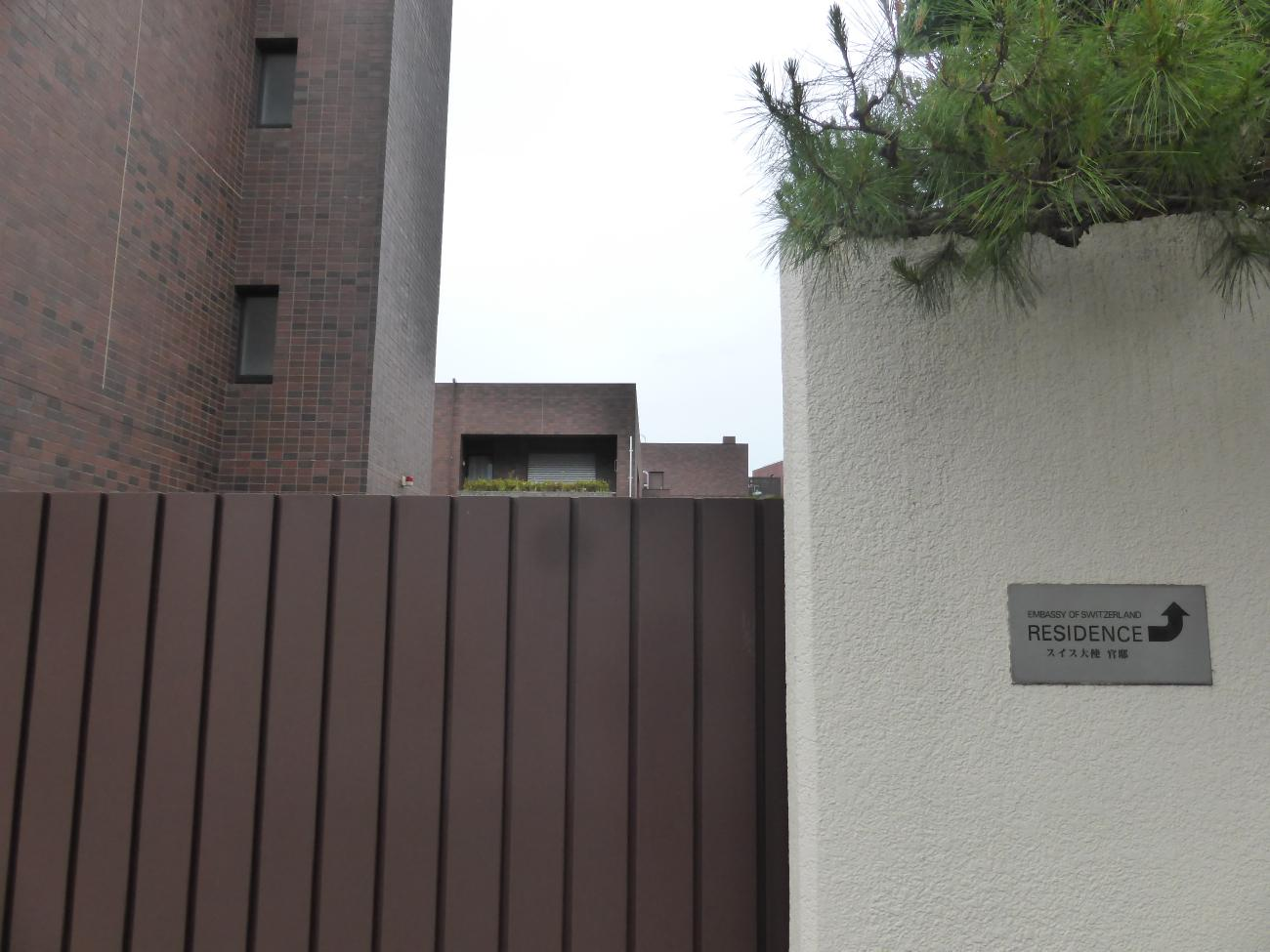
スイス大使館と官舎
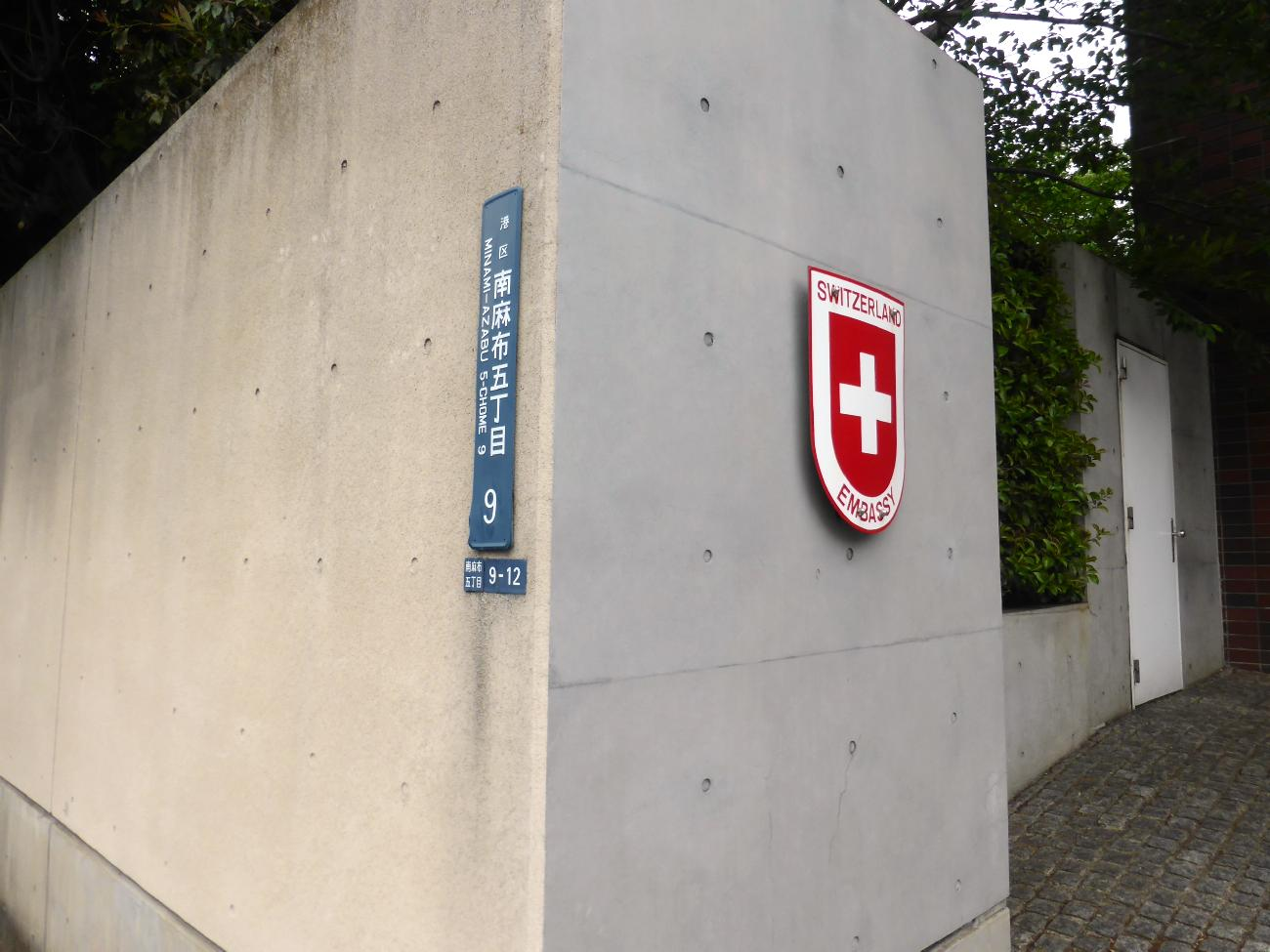
スイス大使館は南麻布5丁目
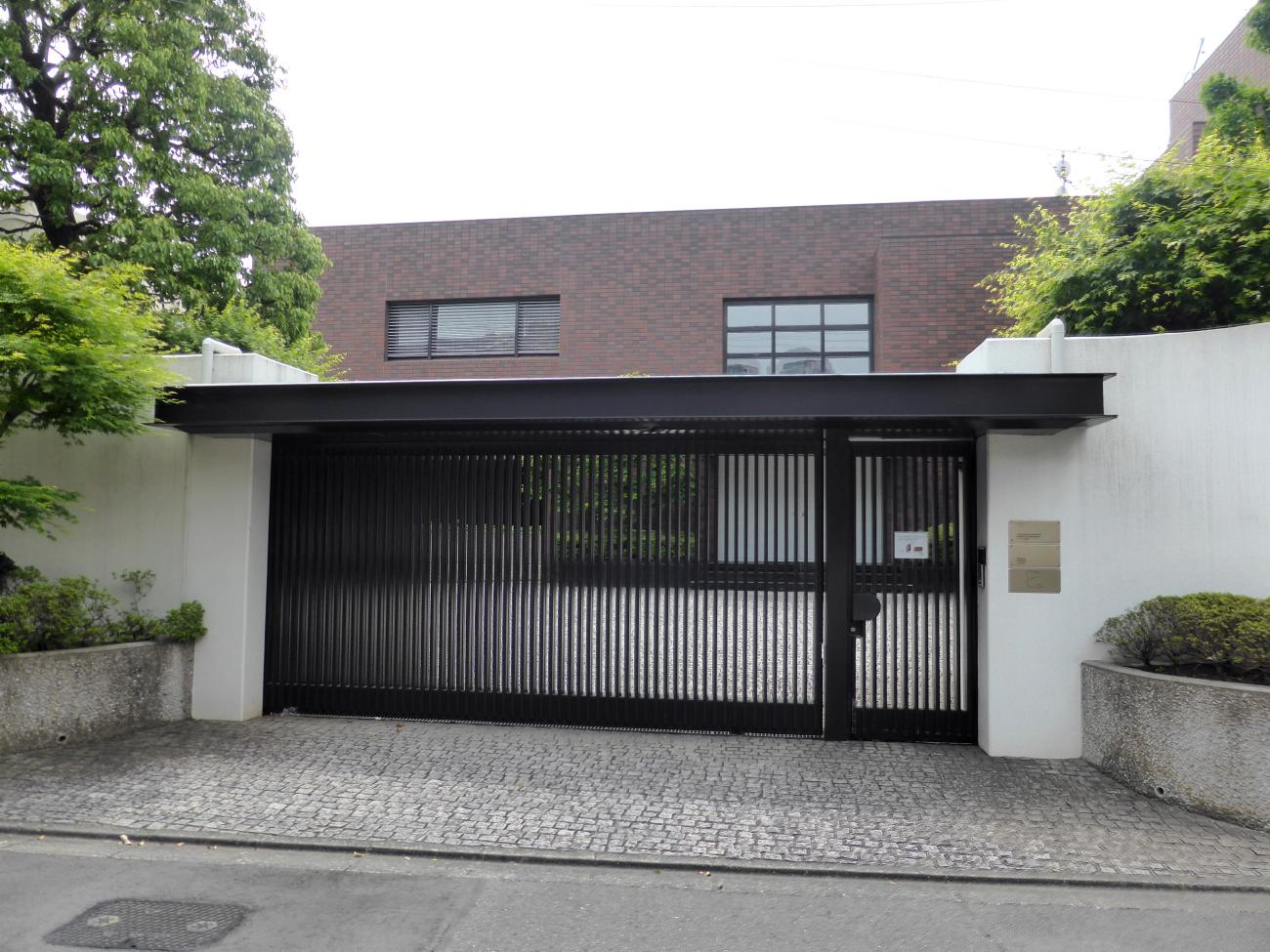
大使館の裏側にあるスイス大使公邸
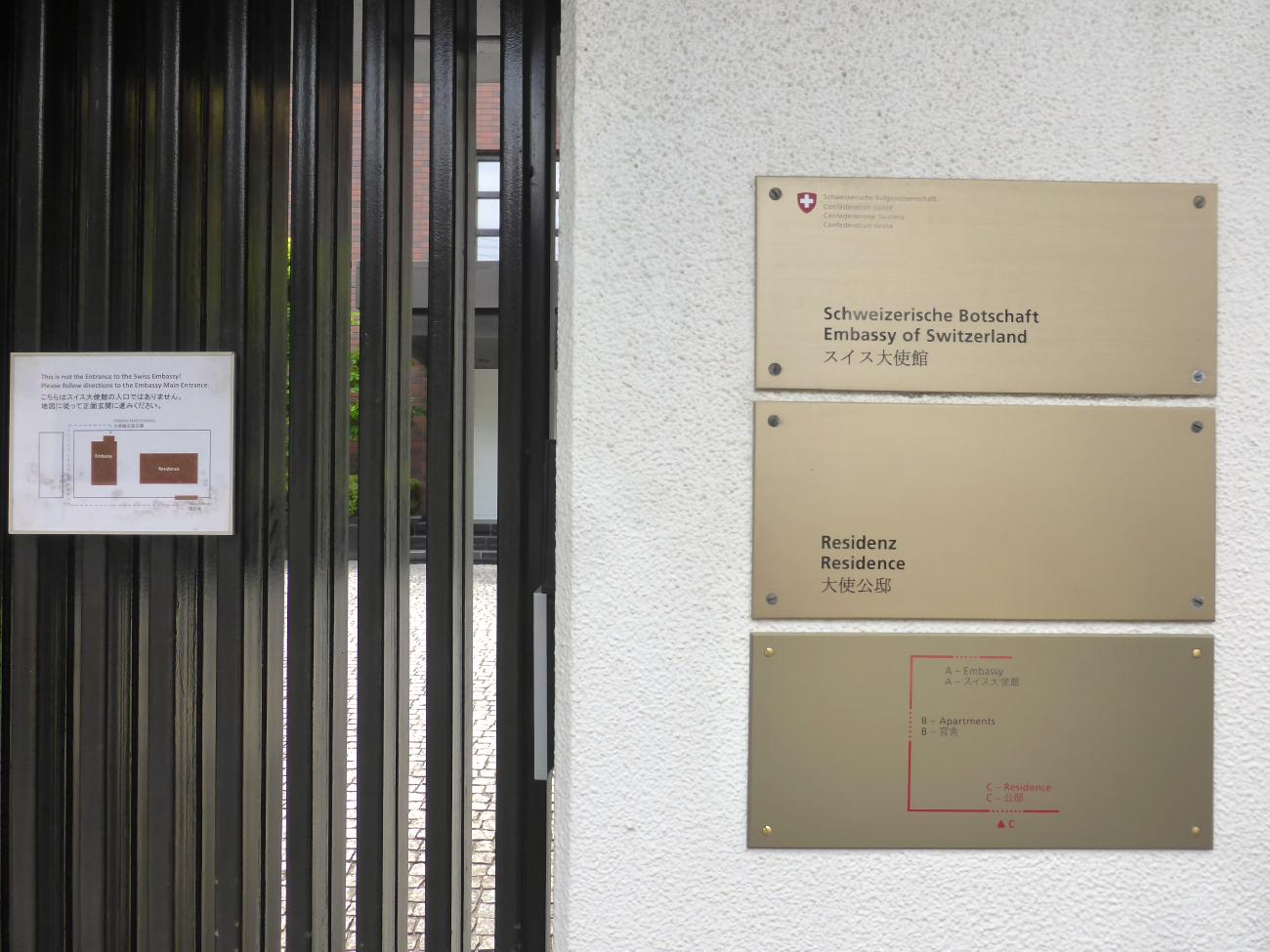
スイス大使公邸玄関

### 駐日スイス大使・公使
| 代                   | 氏名                                   | 在任期間                          | 官職名                      | 備考                 |
| -------------------- | -------------------------------------- | --------------------------------- | --------------------------- | -------------------- |
| 1                    | ポール・リッテル                       | 1906年 - 1909年                   | 特命全権公使                | 信任状捧呈は5月2日   |
| 2                    | フェルヂナンド・サリス                 | 1909年 - 1920年                   | 特命全権公使                | 信任状捧呈は6月18日  |
|                      | ジォン・L・ジニュー                    | 1920年                            | 臨時代理公使                |                      |
| 3                    | シャール・ルイ・エチエンヌ・ラールディ | 1920年 - 1924年                   | 特命全権公使                | 信任状捧呈は9月20日  |
|                      | ワルテル・スピッヘル                   | 1922年 - 1923年、 1924年          | 公使館事務取扱 臨時代理公使 |                      |
|                      | アルフレッド・ブリュンネル             | 1924年 - 1928年                   | 臨時代理公使                |                      |
| 4                    | エミール・トラヴェルシニー             | 1928年 - 1932年                   | 特命全権公使                | 信任状捧呈は10月26日 |
|                      | ワルテル・スピッヘル                   | 1930年 - 1931年、 1932年 - 1933年 | 事務代理                    |                      |
|                      | アルマン・デニケール                   | 1933年 - 1935年                   | 臨時代理公使                |                      |
| 5                    | ヴァルダー・ツルンヘール               | 1935年 - 1939年                   | 特命全権公使                | 信任状捧呈は2月7日   |
|                      | ジュリアン・ロッサ                     | 1937年、 1939年 - 1940年          | 臨時代理公使                |                      |
| 6                    | カミーユ・ゴルジェ                     | 1940年 - 1945年                   | 特命全権公使                | 信任状捧呈は3月5日   |
| ※1945/8閉鎖          |                                        |                                   |                             |                      |
|                      | ピエール・ミシェリ                     | 1945年 - 1946年                   | 駐日外交代表                |                      |
|                      | ヴァルター・ボッシ                     | 1946年 - 1947年                   | 駐日外交代表                |                      |
|                      | シャルル・アルベール・デュボワ         | 1947年 - 1948年                   | 駐日外交代表                |                      |
|                      | マックス・グレッスリ                   | 1948年                            | 駐日外交代表                |                      |
|                      | シャルル・アルベール・デュボワ         | 1948年 - 1950年                   | 駐日外交代表                |                      |
|                      | チャールズ・M・ワイベル                | 1950年 - 1952年                   | 駐日外交代表                |                      |
|                      | チャールズ・M・ワイベル                | 1952年                            | 臨時代理公使                |                      |
| 7                    | ラインハルド・ホール                   | 1952年 - 1954年                   | 特命全権公使                | 信任状捧呈は10月28日 |
|                      | ロジャー・デュル                       | 1954年                            | 臨時代理公使                |                      |
| 8                    | マクス・トレンドレ                     | 1954年 - 1957年                   | 特命全権公使                | 信任状捧呈は12月16日 |
|                      | ロジャー・デュル                       | 1955年                            | 臨時代理公使                |                      |
| ※1957/5/9 大使館昇格 |                                        |                                   |                             |                      |
| 9                    | マクス・トレンドレ                     | 1957年 - 1961年                   | 特命全権大使                | 信任状捧呈は5月9日   |
|                      | リチャード・アマン                     | 1958年                            | 臨時代理大使                |                      |
|                      | マルセル・グロッセンバッハ             | 1959年、1960年、1961年            | 臨時代理大使                |                      |
| 10                   | ジャン・ドゥ・ラーム                   | 1961年 - 1967年                   | 特命全権大使                | 信任状捧呈は4月7日   |
|                      | マルセル・グロッセンバッハ             | 1961年、1963年                    | 臨時代理大使                |                      |
|                      | ハンス・ミーシュ                       | 1964年                            | 臨時代理大使                |                      |
| 11                   | エミール・シュターデルホーファー       | 1967年 - 1971年                   | 特命全権大使                | 信任状捧呈は7月5日   |
| 12                   | ジョヴァンニ・イー・ブッヘル           | 1971年 - 1974年                   | 特命全権大使                | 信任状捧呈は9月14日  |
| 13                   | ピエール・キュエヌー                   | 1975年 - 1980年                   | 特命全権大使                | 信任状捧呈は3月27日  |
| 14                   | フリッツ・ルドルフ・シュテーヘリン     | 1980年 - 1983年                   | 特命全権大使                | 信任状捧呈は3月21日  |
| 15                   | ディーター・シュノ・ルポン             | 1983年 - 1987年                   | 特命全権大使                | 信任状捧呈は4月26日  |
| 16                   | ロジエ・べール                         | 1987年 - 1993年                   | 特命全権大使                | 信任状捧呈は10月30日 |
| 17                   | イェヌー・シュテヘリン                 | 1993年 - 1997年                   | 特命全権大使                | 信任状捧呈は5月25日  |
| 18                   | ヨハネス・J・マンツ                    | 1997年 - 2002年                   | 特命全権大使                | 信任状捧呈は9月22日  |
| 19                   | ジャック・ルヴェルダン                 | 2002年 - 2006年                   | 特命全権大使                | 信任状捧呈は9月27日  |
|                      | ペーター・ラインハルト                 | 2006年                            | 臨時代理大使                |                      |
| 20                   | ポール・フィヴァ                       | 2006年 - 2010年                   | 特命全権大使                | 信任状捧呈は8月31日  |
|                      | マリアンネ・グラム                     | 2010年                            | 臨時代理大使                |                      |
| 21                   | ウルス・ブーヘル                       | 2010年 - 2016年                   | 特命全権大使                | 信任状捧呈は10月19日 |
|                      | ピーター・ジョージ・ネルソン           | 2016年                            | 臨時代理大使                |                      |
| 22                   | ジャン＝フランソワ・パロ               | 2016年 - 2020年                   | 特命全権大使                | 信任状捧呈は9月20日  |
|                      | マルクス・ロイビ                       | 2020年                            | 臨時代理大使                |                      |
| 23                   | アンドレアス・バオム                   | 2020年 - 2024年                   | 特命全権大使                | 信任状捧呈は11月19日 |
|                      | ダビッド・アンドレアス・ブラウン       | 2024年                            | 臨時代理大使                |                      |
| 24                   | ロジェ・ドゥバッハ                     | 2024年 -                          | 特命全権大使                | 信任状捧呈は11月7日  |

### 関連文献
- 『駐日スイス公使が見た第二次世界大戦　カミーユ・ゴルジェの日記』大阪大学出版会、2023年

クロード・ハウザー校訂／ピエール＝イヴ・ドンゼ解説、鈴木光子訳。ISBN 4-87259-769-9